# Zbigniew Starczewski
Zbigniew Henryk Starczewski (ur. 16 marca 1946 w Częstochowie, zm. 20 kwietnia 2020) – polski specjalista w dziedzinie budowy i eksploatacji maszyn, nauczyciel akademicki, profesor Politechniki Warszawskiej.

## Życiorys

### Wykształcenie, praca naukowa i zawodowa
W 1960 w Warszawie ukończył Szkołę Podstawową, a pięć lat później Technikum Radiowe im. Marcina Kasprzaka. Od 1965 do 1966 pracował jako laborant w Katedrze Maszynoznawstwa i Elementów Maszyn na Wydziale Komunikacji Politechniki Warszawskiej. W 1971 został magistrem inżynierem na Wydziale Maszyn Roboczych i Pojazdów PW i został asystentem na tym wydziale. W 1977 obronił doktorat i został adiunktem Wydziale Samochodów i Maszyn Roboczych PW. W 1991 na podstawie pracy Modelowanie i analiza dynamiczna czopa w łożysku ślizgowym uzyskał stopień doktora habilitowanego. W 1996 uzyskał tytuł profesora nadzwyczajnego, a w 2003 profesora zwyczajnego.
Od 1996 do 1999 i od 2005 do 2010 (ponownie wybrany w 2008, zrezygnował w trakcie kadencji) był prodziekanem Wydziału Samochodów i Maszyn Roboczych Politechniki Warszawskiej. Był związany z Instytutem Podstaw Budowy Maszyn WSiMR PW.
Był specjalistą od automatyki, dynamiki maszyn, teorii maszyn i mechanizmów, dynamiki układów łożyskowych, teorii drgań (układy dyskretne, ciągłe, drgania nieregularne i chaotyczne).
Uczestniczył w licznych kongresach i konferencjach naukowych w kraju i zagranicą, podczas których wygłaszał referaty.
Przez wiele lat był związany z Siecią Badawczą Łukasiewicz – Instytutem Mechanizacji Budownictwa i Górnictwa Skalnego. W Instytucie pracował na różnych stanowiskach, a od 2017 do kwietnia 2020 był dyrektorem naczelnym.

### Śmierć i pogrzeb
Zmarł po długiej i ciężkiej chorobie 20 kwietnia 2020. Osiem dni później po mszy w kościele Dobrego Pasterza został pochowany w kwaterze katolickiej na cmentarzu prawosławnym na warszawskiej Woli.

## Życie prywatne
Był żonaty, miał syna i córkę.

## Członkostwa
- Polskie Towarzystwo Mechaniki Teoretycznej i Stosowanej
- Sekcja Teorii Maszyn i Mechanizmów w Komitecie Budowy Maszyn Polskiej Akademii Nauk
- Sekcja ds. Łożyskowań Ślizgowych Polskiego Komitetu Normalizacji
- Geselschaft für Angewandte Mathematik und Mechanik[4]

## Odznaczenia
- Krzyż Kawalerski Orderu Odrodzenia Polski
- Medal Komisji Edukacji Narodowej
- Srebrny Krzyż Zasługi
- Złoty Medal za Długoletnią Służbę[3]

## Publikacje
Był autorem artykułów, które zostały opublikowane w czasopismach krajowych i zagranicznych, w takich jak: „Archiwum Budowy Maszyn” (czasopismo PAN), „Mechanika Teoretyczna i Stosowana”, „Tribologia”, „Zagadnienia Eksploatacji Maszyn” oraz autorem i współautorem publikacji książkowych:
- Drgania wymuszone przy tarciu suchym - raz jeszcze (1996 z Z. Osińskim)
- Damping of vibrations (1998, wraz z: J. Bajkowski, Z. Dąbrowski, J. Dyk, J. Freundlich, K. Gołoś, S. Karczmarzyk, G. Klekot, A. Kosior, W. Kurnik, J. Osiński, J. Pokojski, S. Radkowski, D. Sado, Z. Skup, A. Tylikowski, J. Wróbel; praca zbiorowa pod redakcją Z. Osińskiego)
- Drgania mechaniczne (2010)
- Modelowanie drgań poprzecznych wirników z uwzględnieniem łożysk aktywnych i właściwości adaptacyjnych (2015, wraz z: P. Korczak-Komorowski, W. Kurnik, A. Perek, P. Przybyłowicz, A. Tylikowski; praca zbiorowa pod redakcją W. Kurnika)[6]